# Wal (waterkant)
Een wal is de overgang tussen water en het vasteland.

## Etymologie
De betekenis als waterkant gaat terug op het woord 'wal' als een langgerekte versterking. Een wal bestond uit opgeworpen grond en onderscheidde zich daardoor van een gemetselde muur. In het Nederlands ging het woord ook een meer specifieke betekenis krijgen, namelijk ‘versterking van een waterkant’ betekenen, en bij uitbreiding ‘waterkant, oever, weg aan het water e.d.’., waarna wal ook ging verwijzen naar de waterkant, los van de aanwezigheid van een artificiële verhoging.
In het Engels werd de betekenis verruimd tot 'gemetselde' muren (Engels: 'wall').

## Verhoging
Een wal is opgeworpen zodat het water beperkt wordt in haar bewegingsvrijheid en is daarmee een vorm van waterkering. Wanneer een sloot of kanaal in een landschap wordt uitgegraven, dan worden de twee kanten van de sloot of kanaal wal genoemd. Een wal bestaat meestal uit aarde, zand, steenslag, of klei, maar vaak moet zij verstevigd worden met behulp van beschoeiing of begroeiing om erosie door het bewegende en stromende water tegen te gaan.
Wallen zijn hoog genoeg om hun primaire functie, het tegenhouden van water, te vervullen, maar worden op afgesproken plaatsen ook verhoogd en voorzien van gemetselde muren, of stalen of betonnen platen om te fungeren als kade voor het aanleggen van schepen.
Voor schippers is wonen aan (de) wal, een uitdrukking voor het wonen in een huis op het vasteland. 

## Uitdrukkingen
Door wal geïnspireerde uitdrukkingen:
- Aan lager wal geraken.
- De beste stuurlui staan aan wal.
- Van de wal in de sloot.
- Van twee walletjes eten.
- Dat raakt kant noch wal.
- Tussen wal en schip (ge)raken.